# Duitse brem
Duitse brem (Genista germanica) is een struik, die tot de vlinderbloemenfamilie (Fabaceae of Leguminosae) behoort. De soort komt in bijna geheel Europa voor. De soort staat op de Nederlandse Rode Lijst van planten als zeer zeldzaam en zeer sterk afgenomen. De struik komt nog voor bij Nijmegen. Eerder was hij ook beperkt aanwezig op sommige plaatsen in Gelderland en Overijssel en in Limburg aan de grens met Duitsland. In België is hij zeer zeldzaam in de zuidelijke Ardennen. Zowel de planten als de zaden zijn giftig. De Duitse brem wordt ook in de siertuin gebruikt.
De struik wordt 15-60 cm hoog en heeft groene bladeren, die vanonder schuin afstaand behaard zijn. Langs de bladrand zitten afstaande haren. De smal-eironde tot lancetvormige bladeren hebben een zeer korte bladsteel en zijn 1-2 × 0,4-0,8 cm groot. De jonge twijgen zijn dicht, zacht behaard en hebben geen stekels. De oudere takken zijn bruin en onbehaard en hebben vaak vertakte stekels. De bloeiende toppen bevatten evenals de verfbrem (Genista tinctoria) een gele verfstof.
De Duitse brem bloeit in mei en juni met gele, 0,8-1 cm grote, goudgele bloemen. De vlag van de bloem is korter dan de kiel en ongeveer 8 mm lang. De schutbladen zijn korter dan de bloemstelen, die ongeveer 1 mm lang zijn. De bloemen zijn gerangschikt in een 3 tot 5 cm lange tros.
De behaarde, zwartbruine vrucht is een 0,8-1,5 × 0,3-0,5 cm grote peul met twee tot vijf bruine, lensvormige zaden.
De struik komt voor aan bosranden en langs heidevelden op matig droge, voedselarme grond.

## Giftigheid
De gehele struik is giftig door het alkaloïde chinolizidine. Vooral de zaden en de bloemen zijn giftig doordat ze tot 0,25 % alkaloïden bevatten, waarvan cytisine het hoofdbestanddeel is. De twijgen bevatten vooral sparteïne.